# Deloris Perlmutter
Deloris Perlmutter (Washington D. C., 29 de febrero de 1940) es una bailarina, coreógrafa y modelo estadounidense que trabajó con artistas como Louis Armstrong o Nat King Cole y para el diseñador de moda español Elio Berhanyer.

## Trayectoria
Perlmutter nació a principios de la década de 1940 en Washington D. C. Se formó en ballet clásico, y estudió en el New York City Ballet y en la Escuela Katherine Dunham, donde en aquella época eran aceptadas las personas afroamericanas. Posteriormente se especializó en danza moderna, con foco en los ritmos afrocubanos. Trabajó con el trompetista Miles Davis. Junto con otros dos bailarines cubanos formó The Wattusi Trio, actuando en México y Sudamérica como teloneros de diversos artistas como Louis Armstrong, Sammy Davis Jr., Nat King Cole, Carmen Amaya, Lola Flores, Celia Cruz o Antonio el Bailarín entre otros. En 1964, Los Watussi fueron contratados por el empresario español Julio Bermúdez para actuar durante seis semanas en España.
Además, Perlmutter fue la modelo principal de diseñadores como Elio Berhanyer y coreógrafa en diversos programas de televisión y en vídeos de la productora BAT, además de crear coreografías para artistas como Donna Hightower, Basilio o Miguel Bosé.
A principios de la década de 1970, se trasladó con su marido a Estepona, donde en 1972 fundó la primera escuela de danza de la localidad, especializada en la fusión de ritmos africanos como el afro-cubano, funk, gospel, ethnic-jazz, jazz-balleto salsa, donde fue profesora entre otros de la actriz Silvia Espigado.

## Reconocimientos
En 2016, fue reconocida con el premio '8 de Marzo' durante el Día de la Mujer por su dedicación a la danza. En 2021, el Ayuntamiento de Estepona nombró una plaza con el nombre de Deloris Perlmutter por su contribución a la enseñanza de la danza y al desarrollo de la vida cultural en el municipio.